# Vivijana
Vivijana je moško in žensko osebno ime.

## Izvor imena
Ime Vivijana izhaja iz latinskega imena Viviana, ki ženska oblika imena Vivianus. To ime razlagajo iz latinskega glagola vivere v pomenu »živeti« ali pridevnika vivus »živ«. Po pomenu naj bi bilo ime Vivijana sorodno z imeni Vital, Zoja in Živa.

## Različice imena
- moške različice imena: Vivian
- ženske različice imena: Biba, Bibi, Bibiana, Bibijana, Bibjana, Viva, Vivi, Vivian, Viviana, Viven, Vivja, Vivjana

## Tujejezikovne različice imena
Vivian, Viviana, Vivien, Vivienne, 

## Pogostost imena
Po podatkih Statističnega urada Republike Slovenije je bilo na dan 31. decembra 2007 v Sloveniji število ženskih oseb z imenom Vivijana: 27.

## Osebni praznik
V koledarju je ime Vivijana zapisano 2. decembra (Bibijana, rimska devica in mučenka, † 2.dec. v 4. stol.) in 17. decembra, (Vivina, belgijska redovnica, † 17.dec. 1170).